# Francesco Severi (Mathematiker)

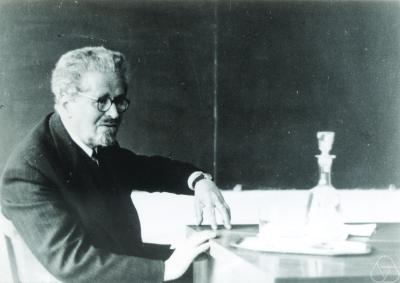
Francesco Severi

Francesco Severi (* 13. April 1879 in Arezzo; † 8. Dezember 1961 in Rom) war ein italienischer Mathematiker, der hauptsächlich im Bereich der algebraischen Geometrie arbeitete.

## Leben
Severi studierte zunächst Ingenieurwissenschaften, dann Mathematik an der Universität Turin bei Corrado Segre, wobei er nebenbei Geld als Tutor verdienen musste, da er seinen Vater mit neun Jahren verlor und mittellos war. Er promovierte 1900 mit einer Arbeit über den abzählenden Kalkül der algebraischen Geometrie von Hermann Schubert. Er wurde danach Assistent von Enrico D’Ovidio in Turin, Federigo Enriques in Bologna und von Eugenio Bertini in Pisa. 1904 wurde er Professor in Parma und im Jahr darauf in Padua. Im Ersten Weltkrieg diente er bei der Artillerie. Ab 1922 lehrte er an der Universität La Sapienza, deren Rektor er 1922–1925 war. 1929 näherte er sich immer mehr den Faschisten und wurde Mitglied der von diesen als Gegengründung zur Accademia de Lincei (deren Mitglied er seit 1910 war) gegründeten italienischen Akademie. 1939 gründet er das Institut für höhere Mathematik in Rom.
Severi gilt neben Guido Castelnuovo und Federigo Enriques als dritte „Säule“ der italienischen Schule der algebraischen Geometrie. 1906 bewies er seinen Satz über die Existenz linear unabhängiger Basen von algebraischen Kurven auf algebraischen Flächen.
Neben der Mathematik war Severi auch Bankdirektor, Landwirt und Dekan der ingenieurwissenschaftlichen Fakultät in Padua. Er war bekannt für sein streitbares Temperament. Einer seiner Studenten war Oscar Zariski.
1907 gewann er den Prix Bordin der Pariser Akademie, deren Mitglied er 1957 wurde. 1932 hielt er einen Plenarvortrag auf dem Internationalen Mathematikerkongress in Zürich (La théorie générale des fonctions analytiques de plusieurs variables et la géométrie algébrique). Im Jahr 1923 wurde er zum Mitglied der Leopoldina und 1924 der Akademie der Wissenschaften der UdSSR gewählt. 1939 wurde er zum korrespondierenden Mitglied der Göttinger Akademie der Wissenschaften gewählt. Die Académie royale des Sciences, des Lettres et des Beaux-Arts de Belgique nahm ihn im Dezember 1952 als assoziiertes Mitglied auf. 2012 wurde ein Asteroid nach ihm benannt: (30305) Severi.